# Xypechtia
Xypechtia är ett släkte av insekter. Xypechtia ingår i familjen gräshoppor.
Kladogram enligt Catalogue of Life:
| Xypechtia | \| \| Xypechtia rubripes \| \| \| \| \| \| Xypechtia testacea \| \| \| \| |
|           | \| \| Xypechtia rubripes \| \| \| \| \| \| Xypechtia testacea \| \| \| \| |
|           | Xypechtia rubripes                                                        |
|           |                                                                           |
|           | Xypechtia testacea                                                        |
|           |                                                                           |